# 吳允祿
吴允禄（1492年—？年），字天申，號九岩，廣東廣州府南海縣人，明朝政治人物。

## 生平
治《易經》，行三，由國子生中式丙子科（1516年）廣東鄉試第七名舉人，年三十二歲中式嘉靖二年（1523年）癸未科會試第二百四名，第二甲第九十二名進士。初授兵部武选司主事，历升吏部验封司郎中，十二年（1533年）八月升湖广布政司右参政，十六年七月升本省按察使。

## 著作
著有《九岩集》。

## 家族
曾祖吴甲逊。祖父吴信。父吴琏，知县，封户部署员外郎，加四品服。母何氏，封安人。严侍下。兄吴允祯，弘治十五年进士、知府；允禮；弟吴允裕，贡士；允祉。